# La nave di Teseo
La nave di Teseo est une maison d'édition italienne, fondée en novembre 2015 à Milan par un groupe d'éditeurs et d'auteurs.

## Histoire
La société d'édition a été lancée avec un capital social initial de 5 millions d'euros.
Elle est née d'une initiative d'Umberto Eco qui refusait la fusion entre Arnoldo Mondadori Editore et la branche livres de RCS MediaGroup qui risque de représenter plus de 40 % du marché italien et donc une situation de monopole mettant en danger l'indépendance éditoriale.
La nave di Teseo associe notamment Tahar ben Jelloun, Sandro Veronesi, Edoardo Nesi, Furio Colombo, Pietrangelo Buttafuoco, Nuccio Ordine.
Elisabetta Sgarbi en est la directrice générale et éditoriale. Elle était auparavant dans les mêmes fonctions chez Bompiani.
La maison prend le nom du paradoxe du bateau de Thésée. La plupart des auteurs étaient déjà publiés par Bompiani.
Ses premières publications sortent en mai 2016 et son projet est d'éditer 50 ouvrages par an (romans, essais). Elles sont distribués par le réseau des librairies Feltrinelli et par les Messaggerie Italiane, qui ont réalisé une coentreprise de distribution. Parmi les actionnaires figurent Jean-Claude Fasquelle de Grasset. Le financier Francesco Micheli leur loue le siège via Jacini à Milan. Parmi les auteurs étrangers, Hanif Kureishi, Michael Cunningham, parmi les Italiens, Susanna Tamaro et Mauro Covacich ont également signé.
« Ognuno ha contribuito, a seconda delle proprie possibilità » ("Tout le monde a contribué selon ses possibilités") déclare Eco qui en est le principal actionnaire. Son dernier livre posthume, Pape Satàn Aleppe (cronache di una società liquida), est publié par cette maison d'édition en février 2016.
En septembre 2016, Bompiani est cédée par Mondadori au groupe Giunti.